# プレー県

プレー県
จังหวัดแพร่

- この項目は英語版を元に作成されています。

プレー県（プレーけん、タイ語: จังหวัดแพร่ ）はタイ・北部の県（チャンワット）の一つ。パヤオ県、ナーン県、ウッタラディット県、スコータイ県、ラムパーン県と接する。

## 歴史
プレー県の歴史はモン族のハリプンチャイ王国まで遡り、後のラーンナータイ王国時代の1443年にさかのぼるとされる。その後、最初にプレーの名前が登場する歴史的碑文がラームカムヘーン大王碑文で、同じ頃には都市国家として成立していたと考えられている（プレー王国）。この王国はティローカラート王がナーンを侵攻するに際し、併合された。
その後ラーンナーの覇権下におかれた、後にビルマに併合されたが、1767年トンブリー王タークシンの元、プレーの国主、パヤー・マンチャイは、チエンマイでビルマに反旗を翻したチャーバーンに合流しビルマと戦った。その後もプレーは、シャムの中央政府に帰順し、19世紀後半の領土拡大政策である、チエントゥン（景洪）戦役でもプレーは一翼担うことになる。
1891年、統治制度が変わり、プレーは県となった。

## 地理
プレーはヨム川が形成した台地に位置する。

## 県章

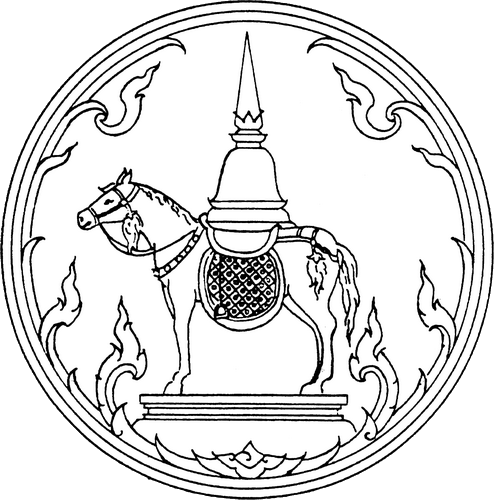
県章

県章は、プラタート・チョーヘーが馬の上に載っているところがデザインされている。
県木・県花はインドチンチャン（ยมหิน Chukrasia velutina）である。

## 行政区
プレー県は8の郡（アムプー）に分かれ、その下に78の町（タムボン）、645の村（ムーバーン）がある。

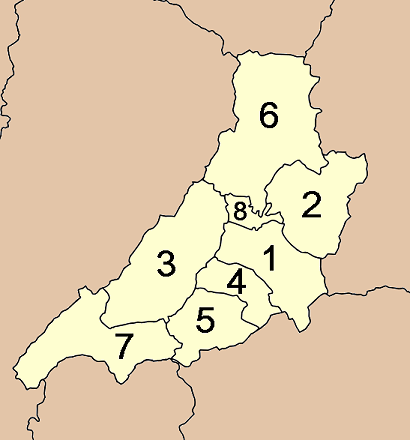
プレー県の郡

1. ムアンプレー郡
2. ローンクワーン郡（タイ語版）
3. ローン郡（タイ語版）
4. スーンメーン郡（タイ語版）
5. デンチャイ郡（タイ語版）
6. ソーン郡（タイ語版）
7. ワンチン郡（タイ語版）
8. ノーンムワンカイ郡（タイ語版）

## 注脚
1. ↑  ข้อมูลสถิติสำคัญจังหวัดแพร่่ - “アーカイブされたコピー”. 2012年1月17日時点のオリジナルよりアーカイブ。2012年1月25日閲覧。